# جولای دم‌حنایی
جولای دم‌حنایی (نام علمی: Histurgops ruficauda) نام یک گونه از تیره گنجشک است.